# Walnut Street Bridge (Susquehanna River)
Die Walnut Street Bridge, auch People’s Bridge, ist eine Fußgängerbrücke über den Susquehanna River zwischen Harrisburg und der Flussinsel City Island im Bundesstaat Pennsylvania der USA. Die ehemalige Straßenbrücke wurde 1890 eröffnet und 1972 als Fuß- und Radweg ausgebaut. Sie verlief ursprünglich bis nach Wormleysburg am Westufer des Susquehanna, aber eine Flut mit Eisgang in Folge eines Nor’easter 1996 verschob zwei Brückenpfeiler und riss daraufhin einige Fachwerkträger der Westseite der Brücke mit sich. Die heute noch verbliebenen Brückenteile dieser Seite sind seitdem gesperrt. Die Walnut Street Bridge wurde 1972 durch Aufnahme ins National Register of Historic Places unter Denkmalschutz gestellt und 1997 in die Liste der historischen Meilensteine der Ingenieurbaukunst aufgenommen.

## Geschichte
Mit der Errichtung der People's Bridge wurde das Monopol der Harrisburg Bridge Company gebrochen, die an der Stelle der heutigen Market Street Bridge mit der Camelback Bridge die erste Brücke über den Susquehanna errichtete und seit der Fertigstellung 1820 hohe Mautgebühren erhob. Anfang Februar 1889 kam es zur Gründung der The People's Bridge Company of Harrisburg. Nach einigen juristischen Auseinandersetzungen mit den Betreibern der Camelback Bridge, konnte mit den Bauarbeiten im April begonnen werden, die ein Jahr später abgeschlossen waren. Die offizielle Eröffnung fand am 25. April 1890 statt. Planung und Bau übernahm Dean and Westbrook aus New York City, verantwortlicher Ingenieur war Albert Lucius. Der Überbau wurde von der Phoenix Bridge Company aus Phoenixville gefertigt.

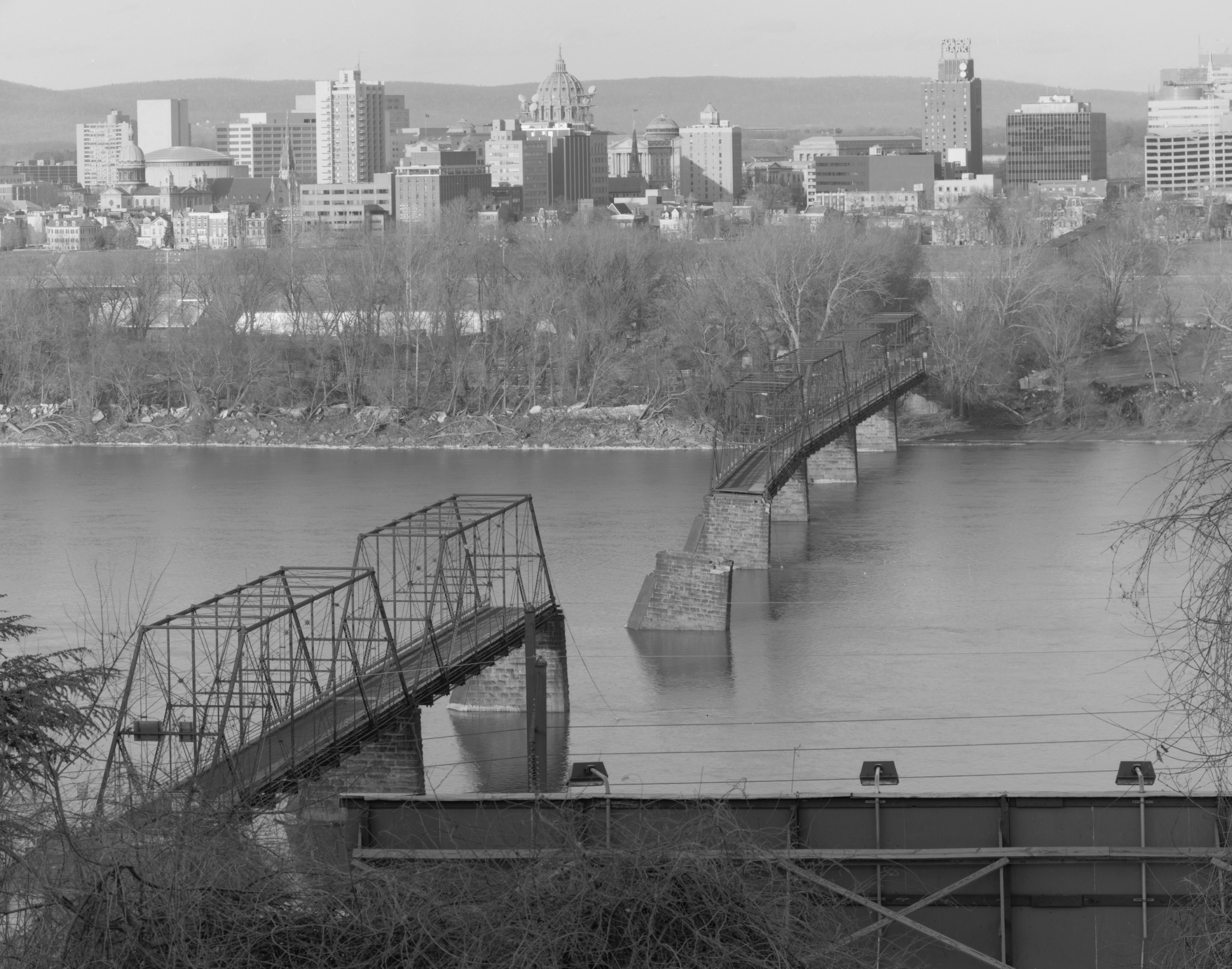
Die beschädigte Brücke im März 1996, zwei Strompfeiler wurden vom Eisgang im Januar verschoben und zwei Fachwerkträger mitgerissen.

Nach der Eröffnung kam es zu einem Preiskampf der beiden Brückenbetreiber, was zur Senkung der Mautgebühren für beide Brücken führte. Von 1894 bis 1936 verlief ein Straßenbahngleis über die People's Bridge, die in Harrisburg in Höhe der heute namensgebenden Walnut Street liegt. Neben vielen anderen Straßenbrücken  erwarb der Bundesstaat Pennsylvania in den 1950er-Jahren die Brücke und machte sie 1957 mautfrei, heutiger Betreiber ist das Pennsylvania Department of Transportation (PennDOT).
Ein Hochwasser durch Hurrikan Agnes Ende Juni 1972 überspülte fast den Fahrbahnträger und sich ansammelndes Treibgut führte zur Beschädigung einiger Bereiche der Brücke. Daraufhin wurde diese permanent für den Autoverkehr gesperrt und als Fußgängerbrücke umgebaut. Im gleichen Jahr wurde die Walnut Street Bridge ins National Register of Historic Places aufgenommen (NRHP#: 72001115). Eine Flut mit starkem Eisgang in Folge des nordamerikanischen Blizzards von 1996 verschob zwei Brückenpfeiler, wodurch am 20. Januar zwei Fachwerkträger des Westteils mitgerissen und an der nachfolgenden Market Street Bridge zerstört wurden. Die Pfeiler und ein weiterer Fachwerkträger mussten später abgerissen werden. Der heute noch verbliebene Westteil der Brücke ist seitdem gesperrt.

## Beschreibung

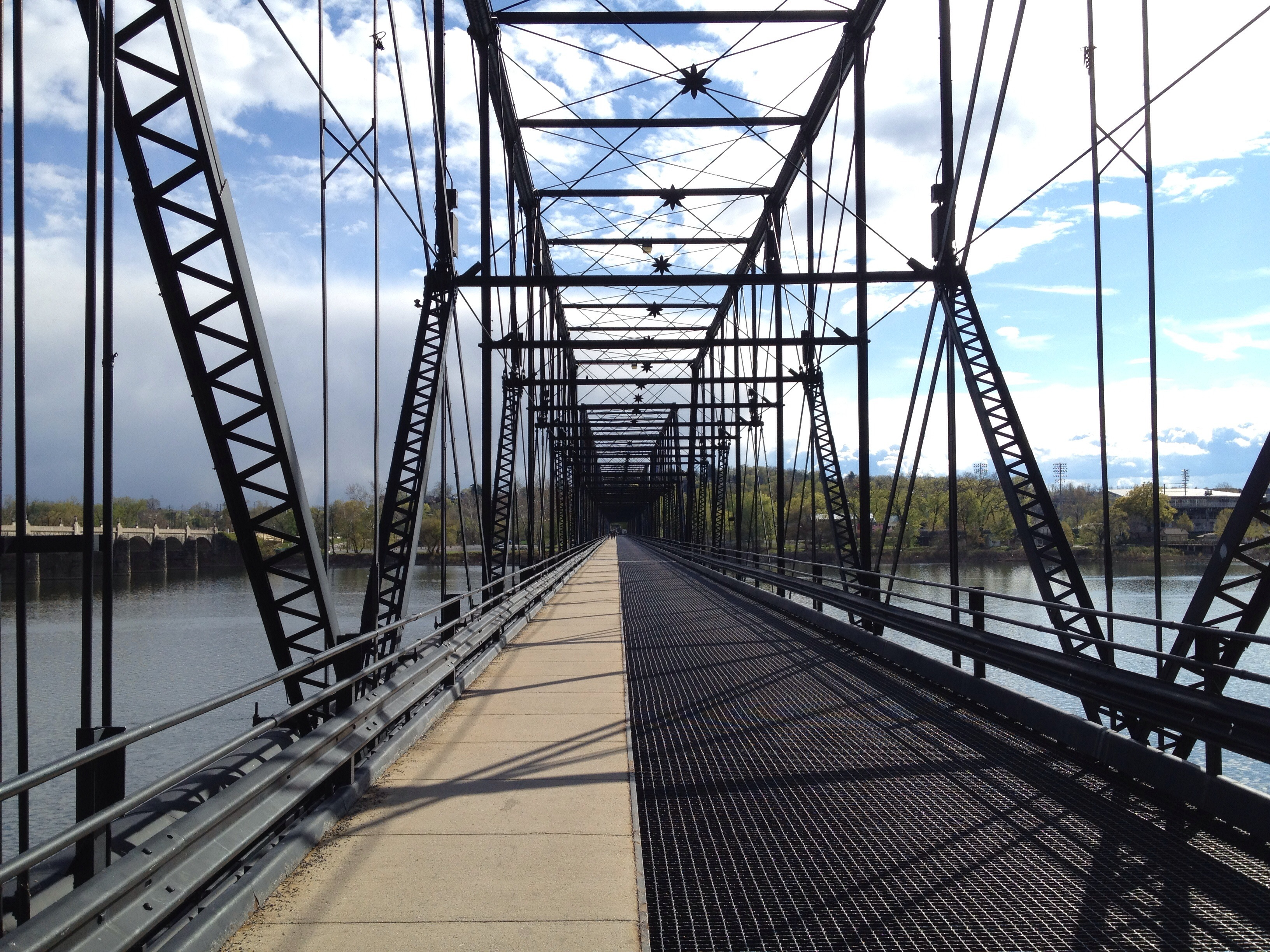
Fahrbahn innerhalb der Fachwerkträger, Blick in Richtung City Island.

Die Fachwerkbrücke ist durch einen 236 m langen Abschnitt auf der Flussinsel zweigeteilt. Der Ostteil bestand ursprünglich aus acht Fachwerkträgern mit einer Länge von 53,3 m, von denen noch fünf verblieben sind. Der heute noch genutzte Ostteil besteht von der Inselseite beginnend aus vier weiteren 53,3 m langen Fachwerkträgern, an die sich in Richtung Harrisburg drei längere mit 73,2 m anschließen. Die Verbindung auf der Insel bestand bis 1907 aus einer hölzernen Trestle-Brücke und wurde dann durch einen Erddamm ersetzt.
Die Fachwerkträger mit unten liegender Fahrbahn bestehen aus zwei speziellen parallelgurtigen Ständerfachwerken, die durch zusätzliche seitliche Streben in der unteren Hälfte verstärkt (Baltimore-Fachwerk) und durch horizontale Streben oben und in der Mitte miteinander verbunden sind. Die einzelnen Elemente der Träger, die durch Bolzen- und Nietverbindungen zusammengehalten werden, sind aus Schmiedeeisen gefertigt. Der Fahrbahnträger ist 6,7 m breit und bietet zwischen den 10,7 m hohen Fachwerken einer 5,5 m breiten Fahrbahn Platz. Zusätzlich besaß die Brücke beidseitig einen Fußweg auf seitlichen Auslegern an den Außenseiten des Fahrbahnträgers. Die Fahrbahn und Fußwege waren ursprünglich durch Holzplanken realisiert, die 1950 durch Gitterroste ersetzt wurden. Mit dem Umbau zur Fußgängerbrücke 1972 wurden diese auf der Südseite durch einen Betonbelag teilweise ausgetauscht und die Gehwege an den Außenseiten entfernt.